# Jorge Valencia
Jorge Valencia (sinh ngày 6 tháng 4 năm 1991 ở Querétaro) là một cầu thủ bóng đá người México.

## Danh hiệu

### Quốc tế
- CONCACAF U-20 Championship
  - Vô địch (1): 2011
- FIFA U-20 World Cup
  - 3rd Place (1): 2011